# 동양방송
동양방송(東洋放送, 영어: Tongyang Broadcasting Company)은 1964년 12월 7일부터 1980년 11월 30일까지 존재했던 대한민국의 지상파 민영 방송사이다.

## 개요
- 1964년 5월 9일 중앙일보사가 겸영(兼營)하였던 민영 방송사로 최고 지주는 삼성그룹의 회장 호암 이병철이었다.
- 라디오 방송은 1964년 5월 9일 라디오 서울을 시작으로 1965년 중앙방송(JSB), 1966년 동양방송(TBC)로 사명을 변경함과 동시에 개칭되었다.
- TV 방송은 1964년 12월 7일에 DTV라는 채널명으로 서울에서, 12월 12일에 부산에서 텔레비전 방송을 개시하였으며 채널 번호는 VHF-HIGH 대역으로 서울 7번, 부산 9번이었다.
- 1966년 중앙방송 JSB가 TBC 동양방송으로 사명을 바꾸면서 이 텔레비전 방송국도 DTV에서 TBC로 바뀌었다.
- 1966년 8월 15일, 한국 사상 최초로 FM 방송을 개국하였는데, 당시 광고방송(상업광고방송)도 개시하게 되었다.
- 1974년에는 중앙일보에 인수된 후 주식회사 동양방송·중앙일보라는 사명으로 존속한 적이 있었다.
- 1979년 12월 1일, 여의도로 본사를 이전했으며, 1980년 4월 14일에 여의도 사옥 개관식을 열었다.
- 이 번호는 1980년 12월 언론통폐합으로 인해서 동양방송이 폐국되고 한국방송공사에 강제 통폐합되어 KBS 2TV로 개국하게 된 이후 KBS 2TV 채널 번호로 승계되었다.
- 중앙일보사의 계열사이기 때문에 당시 심벌마크는 중앙일보의 옛 마크를 함께 사용하였다.
- 깃발은 한자로 '東洋放送'이라는 문자와 중앙일보 옛 마크가 중간에 있고 아래에 'TV - 라디오 - FM'이라는 문자가 새겨져있다.
- 이 깃발은 1980년 11월 30일 언론통폐합으로 인해 동양방송이 폐국되면서 폐지되었다.
- 폐국 직전 동양방송 본사는 서울특별시 영등포구 여의도동에 있었고, 부산지국은 부산직할시 중구 중앙동에 있었다. 1980년 11월 30일에 동양방송의 서울본사와 부산지국이 언론통폐합으로 폐국되면서, 동양방송 서울 본사의 여의도 사옥은 현재 서울 여의도의 한국방송공사 별관으로 사용하고 있고, 부산 중구 중앙동에 있었던 동양방송 부산지국은 KBS부산방송총국으로 사용했다가 1988년 5월 지금의 수영구 남천동으로 사옥을 옮겼다.

## 역사

### 설립이념
‘온 국민에게 보다 잘 살 수 있는 내일에 대한 희망을 주고 그를 위해서 스스로 땀흘려 일할 수 있는 의지와 용기를 일깨우며, 이 나라에 모든 개인과 가정과 촌락 그리고 국가사회 구석구석에 맑게 샘솟는 도의심이 충만하도록 하자’는 창업정신을 바탕으로 설립되었다.

### 준비
대한민국 최초의 TV 상업광고방송으로 동양방송을 준비하고 있음이 보도된 것은 1962년 9월이었다. 기사에 따르면 동양텔레비죤방송주식회사가 순수한 대한민국내 기술로 전파의 송출 준비를 마치고 카메라 3대와 중계차 1대를 확보, 대한민국 정부에 채널을 신청하고 대기중이었다. 이듬해 1월에는 당국의 허가와 함께 채널 7번을 배정받아 당해 5월 개국을 예정하고 있음이 보도되었다. 하지만 개국은 미뤄졌으며, 그해 7월에는 방송국 회장 이재형과 이사 이병철이 도쿄 닛폰 테레비 회장을 방문, 기술 지원 등의 원조를 요청하였다. 당시 정부는 TV 수상기와 송신기를 제작이 불가능한 부품 외에는 국내에서 생산하려는 의지를 보였고, 동양방송국의 텔레비전 카메라는 영화 카메라와 중고 기기를 결합, 자체 제작되기도 했다.

### 개국 및 운영

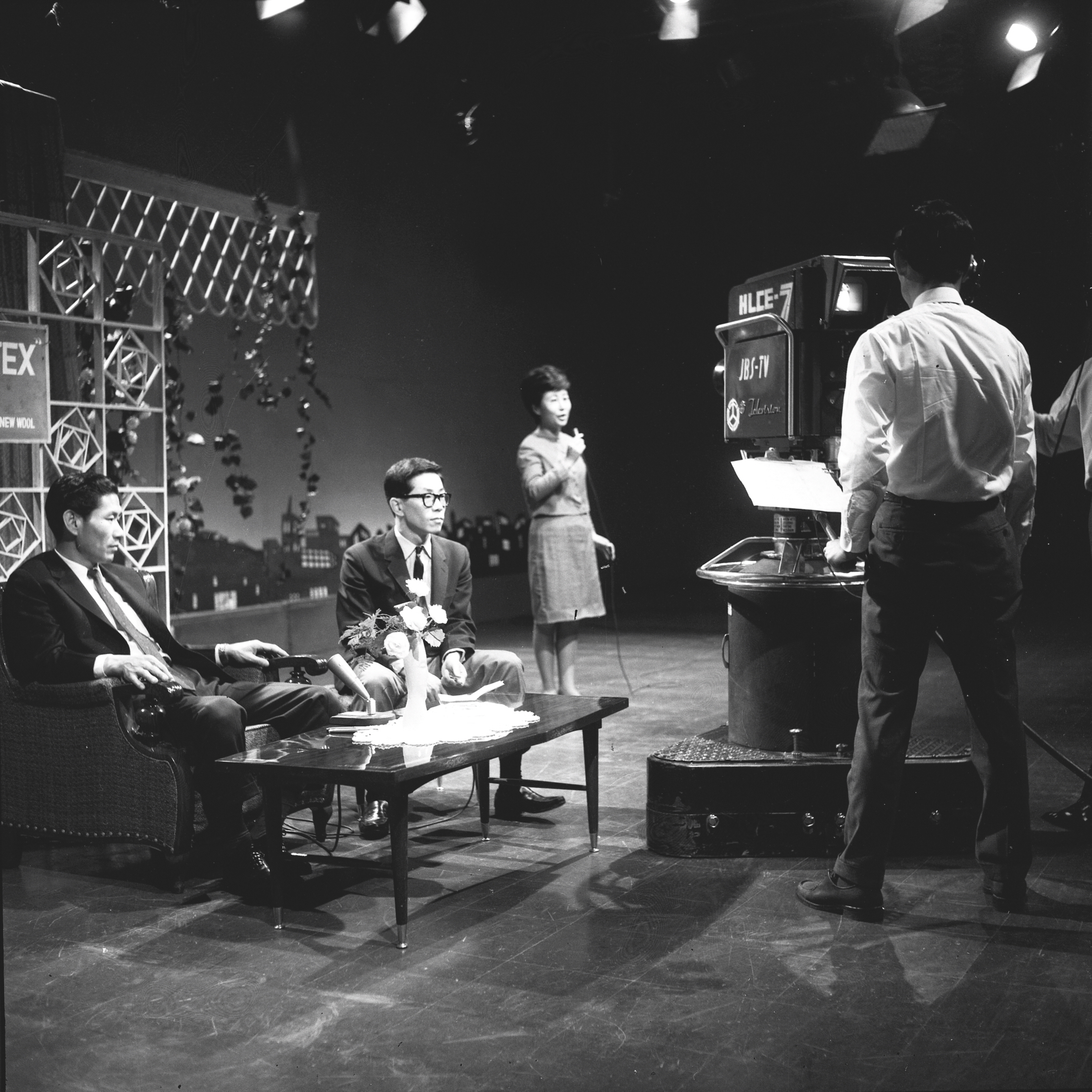
1966년 5월 중앙방송 (JSB) 당시 스튜디오 풍경

1964년 5월 9일에 라디오 서울(RSB)로 최초 개국했으며, 1964년 12월 7일 동양텔레비전(DTV, 서울본사는 채널 7번, 부산지국은 1964년 12월 12일 채널 9번으로 개국), 1966년 1월 15일에 주식회사 중앙방송(JSB)에서 동양방송(TBC)으로 명칭이 변경되었으며, 1966년 8월 15일에는 동양FM을 개국했다. 동양방송은 TV 개국 이후 쇼쇼쇼를 비롯한 쇼 프로그램과 다양한 연속극으로 이목을 끌었고, 당시 공사 출범 이전 상태의 국영방송이었던 KBS의 시청률을 능가했으며, 민영방송 MBC가 1969년 8월에 TV 방송을 개국할 당시에는 아직 동양방송이 상대적으로 우위였으나, 당시 MBC가 여러 드라마를 히트시키며, 이후 MBC와 TBC 간 시청률의 접전되는 양상을 나타냈다. 그렇지만, 전반적으로는 여전히 동양방송이 문화방송을 근소하게 앞장섰다. (예능 제외) (국·공영방송인 KBS는 두 민방에 밀려났고, 시청률이 높은 프로그램도 두 민방보다는 적었다.)
1960년대 후반에는 시설 확장을 위해 약 87만여 달러의 외국의 차관을 도입하기도 했다. 1969년 7월에 아폴로 11호 달 착륙 특집 방송을 텔레비전과 라디오를 통해 중계 방송하였다. 1971년 동양방송의 공칭자본금은 4억원으로 평가되었다. 1970년대초에는 동아방송, 문화방송과 합자하여 방송 송신탑을 건립하였다. 1978년부터는 컬러 텔레비전 방송을 추진하는 등 큰 성장을 하였고, 동양텔레비전 부산지국의 경우, 마이크로웨이브 미설치로 인한 수중계(동시 송출) 불가로, 부산과 울산, 경상남도 지역의 로컬 프로그램을 중점적으로 자체 방송하여, '쇼쇼쇼' 등의 서울본사(프로그램 제작국) 프로그램은 동양방송 본사로부터 직접 녹화본 영상 필름을 공수하고, 항공이나 철도(혹은 육로)로 서울에서 부산까지 직접 수송한 후에, 서울보다 약 일주일 늦게 녹화본이 방송되었기 때문에, 지역 방송의 독립성 강화에 기여하였다.

### 언론통폐합
12.12 사태 이후 신군부 세력이 집권하여 허문도가 단행한 언론통폐합 조치에 따라 1980년 11월 30일에 동양방송은 한국방송공사에 1980년 12월 1일 새벽 0시를 기해서 강제로 통폐합되어 동양방송은 없어졌다. 인수 합병 당시 동양방송의 재산 규모는 340억원에 달했다. 동아방송은 약 42억원, 기타 방송들은 10억대 미만이었다.

### 언론통폐합 이후
노태우 정부 주도의 5공비리 수사가 진행되는 도중이고 제5공화국 청문회가 열리기 직전인 1988년 10월, ‘동양방송부활 추진위’가 구성되어 방송 부활을 호소하는 결의문을 채택하였다.
1990년 11월 26일, 중앙일보는 한국방송공사와 국가를 상대로 동양방송 강제 양도로 입은 손해에 대한 배상액 860억원을 지급하라는 배상금 지급신청을 서울지검 서울지구국가배상심의회에 제출하였으나 위원회에서는 소멸 시효 3년이 경과했다는 이유로 중앙일보를 포함한 14개사의 손해배상 신청을 기각하였다.
폐국 당시 동양방송 AM 라디오는 1980년 12월 1일에 동양라디오에서 KBS 제3방송으로 개칭되어 방송되다가, 1981년 9월 7일 KBS 제2라디오와 통합되어 KBS 제3방송은 폐국하였고, 이후 제3라디오라는 채널명은 2000년 1월 1일에 장애인 대상 채널인 사랑의 소리 방송으로 재개국했다. 1980년 12월 한국방송공사에 인수된 후, 당시 동양텔레비전은 KBS 2TV, 동양FM방송은 KBS 제2FM으로 채널명을 재개편했다. 당시 동양텔레비전 부산지국의 TV 호출부호는 KBS부산방송총국에 불하된 상태 KBS부산 2TV로 개편되었다. 당시 동양방송의 지역 계열사 네트워크였던 한국FM은 KBS대구방송총국에 인수되어 KBS대구FM으로, 전일방송은 KBS광주방송총국에 인수된 후 KBS광주 제3방송을 거쳐 1981년에 KBS 광주 제2라디오로 변경되었고, 서해방송은 KBS군산방송국에 인수, 당시 기준 군산방송국 제3방송 채널(1981년 KBS 군산 제2라디오로 개편됨)로 변경되었다.
그 후 중앙일보는 2009년 미디어법 개정으로 신문-방송 겸영이 허용되면서 종합편성채널 사업자로 선정되어 2011년 JTBC를 개국하였다.

## 소재지
- 서울 본사: 서울특별시 영등포구 여의도동 46 (여의대방로 359, 현 KBS 별관으로 사용)
- 부산지국: 부산직할시 중구 중앙동4가 19 (대교로 157, 현 서린엘마르 센트로 뷰)

## 제휴국과 지역국
- 동양FM
  - 대구시(대경권) - 한국FM(현 KBS대구 FM)

- 지역국
  - 부산직할시(부산·경남권) - 동양방송 부산지국(현 KBS부산 2TV)[15]

- 동양라디오
  - 전라북도 군산시 - 서해방송(현 KBS전주 제2라디오),
  - 전라남도 광주시 - 전일방송(현 KBS광주 제2라디오)

- 동양텔레비전
  - 해외 - 닛폰TV

## 로고송
TBC 동양방송 라디오도 텔레비전도

FM도 동양방송 동양방송

뉴스도 교양도 오락도

하늘을 전파로 수놓아

해가 지고 달이 떠도 아~ 아~ 아~

사랑의 TBC 동양방송

## ID
TV 방송 ID (Ident의 약자) 기준
- 여러분의 다정한 친구 동양 텔레비전
- 새시대를 앞서가는 동양 텔레비전
- TBC TBC TBC 동양 텔레비전
- 새생활의 길잡이 동양 텔레비전
- 채널 7은 여러분의 동양 텔레비전
- 정성을 다하는 동양 텔레비전

## 사가
- 작사 박두진, 작곡 장일남. 1975년 9월 22일에 제정하였으며, 1980년 언론통폐합 이후 일부 가사만 바뀐채 중앙일보의 사가로 쓰이고 있다.

(1절) 겨레를 하나의 마음에 묶어/
 뜨겁게 타오르는 우리의 정성/

인류의 고동 가슴에 품고/
 자유언론 대도를 우리는 간다

(2절) 참되고 슬기롭게 오늘을 살며/
 드높이 펼쳐가는 우리의 이상/

내일의 번영 다지고 다져/
 사회정의 대도를 우리는 간다/

(후렴) 아아 푸른깃발 우리의 기상/
 무궁한 내일의 보람을 안고/
 나가자 약진하자 중앙일보 동양방송

## 인물

### 직원
- 본사(現 KBS)
  - 길종섭
  - 봉두완
  - 노계원
  - 황인용
  - 강희선
  - 윤흥식
  - 배한성

- 부산지국(現 KBS부산방송총국)
  - 전옥수
  - 조계식
  - 왕종근

### 아나운서
- 라디오 서울(RSB) 개국 멤버 - 최계환, 박종세, 박노설, 길종휘, 원종관, 이장우, 이설화, 윤미자, 주수광, 하성해, 민창기, 조봉남, 김동건, 유욱자, (故)고려진
- 라디오 서울(RSB) : 1964년 4월(1기) 입사 - 김동만, 서기원, 남정우, 박병학, 주박, 권귀순, 장세덕, 최귀정, 조문자
- 동양TV(DTV) : 1964년 12월(1기) 입사 - 성대석 , 김경실, 이강자, 박혜자
- 1965년(2기) 입사 - 신화철, 이시일, 이경림
- 1966년(3기) 입사 - 황인용, 이정혜
- 1967년(4기) 입사 - 맹관영, 김양일, 박태웅, 이보길, 안철호, 임양근, 권윤기, 나동숙, 김민자, 김영선, 김영애, 고경중, 원종순, 유경영
- 1968년(5기) 입사 - 원창목, 조천영, 허경희, 김기덕, 김동숙, 최석희, 고은숙, 김경옥, 박지호, 이주
- 1969년(6기) 입사 - 유승호, 최운기, 유영순, 이혜자, 백순영, 백윤숙, 홍아영
- 1970년(7기) 입사 - 이봉희, 최동철, 최봉현, 김동숙, 박계옥
- 1972년[16](8기) 입사 - 이미숙, 김미자, 최인실, 이현애, 박성옥, 이상경, 김기남, 안정희 (부산지국 전옥수)
- 1973년(10기) 입사 - 이재명, 고수웅, 안계상, 양원자, 김기혜
- 1974년(11기) 입사 - 이영선, 남선현, 유인순, 최연, 주성혜
- 1975년(12기) 입사 - 공영주, 백상철, 윤여복, 채관숙, 정미용
- 1976년(13기) 입사 - 허주, 황우창, 안희진, 김창매
- 1977년(14기) 입사 - 안영선, 이영재, 이정애, 강미정, 하재숙, 이영혜, 박초아, 박성희, 이희옥
- 1978년(15기) 입사 - 박성명, 원종배, 안현정, 이경숙, 이미령 (부산지국 왕종근)
- 1979년(16기) 입사 - 박광호, 이정옥, 지영서, 최희선, 홍인화

## 주요 프로그램

### 뉴스
- TBC 석간
- TBC 조간
- TBC 뉴스
- 오늘의 스포츠
- 뉴스 기상도 (동양 라디오)

### 드라마

#### 국내
- 청실홍실
- 님은 먼 곳에
- 아씨 (KBS 2TV로 리메이크됨)
- 마부
- 여보 정선달
- 디이알 330
- 사모곡
- 세나의 집
- 인목대비
- 윤지경
- 형사 (KBS 1TV로 이어서 방송)
- 임금님의 첫사랑
- 결혼행진곡
- 별당아씨
- 달동네 (KBS 1TV로 이어서 방송)
- 부부 (KBS 1TV로 이어서 방송)
- 축복 (KBS 2TV로 이어서 방송)
- 야! 곰례야
- 바람돌이 장영실

#### 외화
- 털보가족
- 래시
- 디즈니랜드
- 도망자
- 보난자
- 미녀 삼총사
- 용감한 병사들
- 전투
- 600만불의 사나이
- 하와이 파이브 오
- 지상에서 영원으로
- 원더우먼
- 말괄량이 삐삐
- 우주대모험 1999
- 신나는 개구쟁이
- 해피데이즈
- 사랑의 유림선
- 초원의 집
- 전격대작전
- 즐거운 캠핑
- 내친구 바야바
- 월튼네 사람들
- 개구장이 천재들
- 스타스키와 허치
- 특수기동대
- 헐크
- 돌아온 세인트
- 형사 콜롬보
- 하버드 대학의 공부벌레들
- 달라스
- 야망의 계절
- 게리슨 유격대
- 호보
- 제8 전투 비행대
- 형사 Q
- 아이언사이드
- 부부탐정

### 만화
- 황금박쥐
- 요괴인간
- 우주소년 아톰
- 딱따구리
- 로빈특공대
- 타이거 마스크
- 우리는 축구왕
- 마술왕 샤쟌
- 우주 삼총사
- 쨩가의 우주전쟁
- 독수리 오형제
- 플랜더스의 개
- 아롱이 다롱이 (KBS 2TV로 이어서 방송)

### 영화
- 주말극장
- 토요명화

### 코미디/퀴즈
- 살짜기 웃어예
- 좋았군 좋았어
- 고전 유머극장
- 중학생 퀴즈왕 (부산지국 자체 방송 프로그램)

### 쇼,오락
- 쇼쇼쇼 (뒷날 KBS 2TV로 이동)
- 장수만세 (뒷날 KBS 1TV로 이동)
- 가요올림픽
- 호돌이와 토순이
- 토요일이다! 전원출발

### TBC FM
- 새아침의 멜로디
- FM대행진 (후에 KBS 제2FM에서 방송.)
- 안녕하세요 한순옥 입니다
- 정오의 팝송
- 가요앨범
- 팝스다이얼
- 7시의 데이트
- 밤의 다이얼
- 영화음악실
- 밤하늘의 멜로디

### TBC 라디오
- 뉴스 타워
- 뉴스 기상도
- 뉴스 전망대
- 밤을 잊은 그대에게 (현재 KBS 제2라디오에서 방송 중)
- 가로수를 누비며
- 가요 대행진
- 기요 앙코르
- 목격자
- 안녕하세요 황인용 강부자입니다
- 웃으며 삽시다
- 이브의 연가
- 밤의 데이트
- 아차부인 재치부인 (드라마)

## 같이 보기
- JTBC
- KBS 2TV
- 언론통폐합
- TBC 가족 여러분, 안녕히 계십시오
- 제5공화국
- 동아방송
- 동양방송의 텔레비전 프로그램 목록
- 서해방송 (현 KBS전주방송총국 해피FM) - 군산시 소재 라디오 방송사
- 전일방송 (현 KBS광주방송총국 해피FM) - 광주 소재 라디오 방송사
- 한국FM (현 KBS대구방송총국 FM) - 소재 FM 라디오 방송사